# Witness (Better Call Saul)
«Witness» es el segundo episodio de la tercera temporada de la serie de televisión estadounidense de AMC Better Call Saul, la serie derivada de Breaking Bad. El episodio, escrito por Thomas Schnauz y dirigido por Vince Gilligan, se emitió el 17 de abril de 2017 en AMC en Estados Unidos. Fuera de Estados Unidos, se estrenó en el servicio de streaming Netflix en varios países.

## Trama

### Introducción
Al anochecer, Chuck conversa con David, su investigador privado recientemente contratado, que está jugando solitario. Después de apagar la lámpara, Chuck mira por la ventana de su casa.

### Historia principal
Mike observa a los dos individuos que siguió desde su casa entregar el dispositivo de rastreo de su coche a un mensajero. Sigue al mensajero durante toda la noche mientras hace las recogidas en los puntos muertos y por la mañana, el mensajero entra en un restaurante, Los Pollos Hermanos. Después de que el mensajero se va, la lectura de Mike para el rastreador tomado de su coche muestra que está parado.
Francesca Liddy, una exempleada de la División de Vehículos Motorizados de Nuevo México, aparece en la firma Wexler-McGill para una entrevista de trabajo. Jimmy hace preguntas poco ortodoxas y está ansioso de que empiece inmediatamente como su nueva recepcionista ya que tiene una nueva emisión comercial en unos minutos y la necesita para atender las llamadas entrantes. Kim insiste en un proceso de contratación más completo, pero al final, contratan a Francesca. Después de la emisión del anuncio, Jimmy entrena a Francesca en las dos primeras llamadas, una de las cuales es de Mike. Jimmy accede a reunirse con Mike a la mañana siguiente.
Mike le encarga a Jimmy que entre a Los Pollos Hermanos para que observe al mensajero cuando entre. Cuando el mensajero se deshace de su basura y se va con su mochila, Jimmy se mete en el cubo de basura para ver si el mensajero escondió algo. De repente es recibido por Gus Fring, quien le pregunta a Jimmy si necesita ayuda. Jimmy finge que ha perdido su reloj y Gus lo ayuda a encontrarlo. Jimmy le dice a Mike que no vio nada sospechoso en el restaurante, para su frustración. Mientras se alejan, Gus está fuera limpiando la basura, y mira hacia arriba a sabiendas, aparentemente consciente de que Mike y Jimmy estaban vigilando el restaurante.
Mike continúa su vigilancia y se da cuenta de que un Escalade negro conducido por Víctor se acerca a la parte de atrás del edificio. Después de que Víctor se aleja, Mike lo sigue, con su lector indicando que el dispositivo de rastreo que ha estado siguiendo está en el coche de Víctor. La persecución de Mike lo lleva a un tramo remoto de la carretera, donde encuentra un teléfono móvil sonando encima de su tapa del tanque de combustible. Toma el teléfono y responde a la llamada.
Ernesto rompe su promesa a Chuck y le dice a Kim que escuchó la confesión grabada de Jimmy. Kim hace que Jimmy le entregue un billete de USD 20 dólares para que, si es necesario, pueda reclamar más tarde que fue su asesora legal, y su conversación está protegida por el privilegio abogado-cliente. Ella le dice a Jimmy que sabe de su confesión para manipular los archivos de Mesa Verde. Jimmy le asegura a Kim que es su palabra contra la de Chuck, pero Kim aturde a Jimmy revelando que Chuck grabó su confesión. Kim consulta a su profesor del curso de Procedimiento Criminal de la escuela de leyes, y decide que Chuck no puede usar la confesión en la corte y no la usará para recuperar a Mesa Verde como un cliente de HHM. No segura del plan de Chuck, Kim sugiere que Jimmy espere a que Chuck haga el primer movimiento, pero Jimmy se va enojado.
Varios días después, Howard aparca a varias manzanas de la casa de Chuck y se escabulle a través de varios patios para entrar a la casa de Chuck por la puerta trasera sin ser visto. Chuck revela que intencionalmente permitió que Ernesto escuchara la cinta, sabiendo que no se lo ocultaría a Kim y Jimmy. Chuck predice que Jimmy entrará en su casa para destruir la cinta, lo que le permitirá hacer que Jimmy sea arrestado por robo y hurto. Para sorpresa de todos, un Jimmy enfurecido aparece en la casa de Chuck, patea la puerta y expresa su enojo porque Chuck jugó con su preocupación por su salud para engañarlo a que confesara. Jimmy abre el cajón del escritorio de Chuck, encuentra la cinta y la destruye. Amenaza con quemar la casa de Chuck para encontrar alguna copia. Howard y David se hacen presentes y se declaran testigos de las acciones de Jimmy, permitiendo a Chuck denunciarlo a la policía.

## Producción

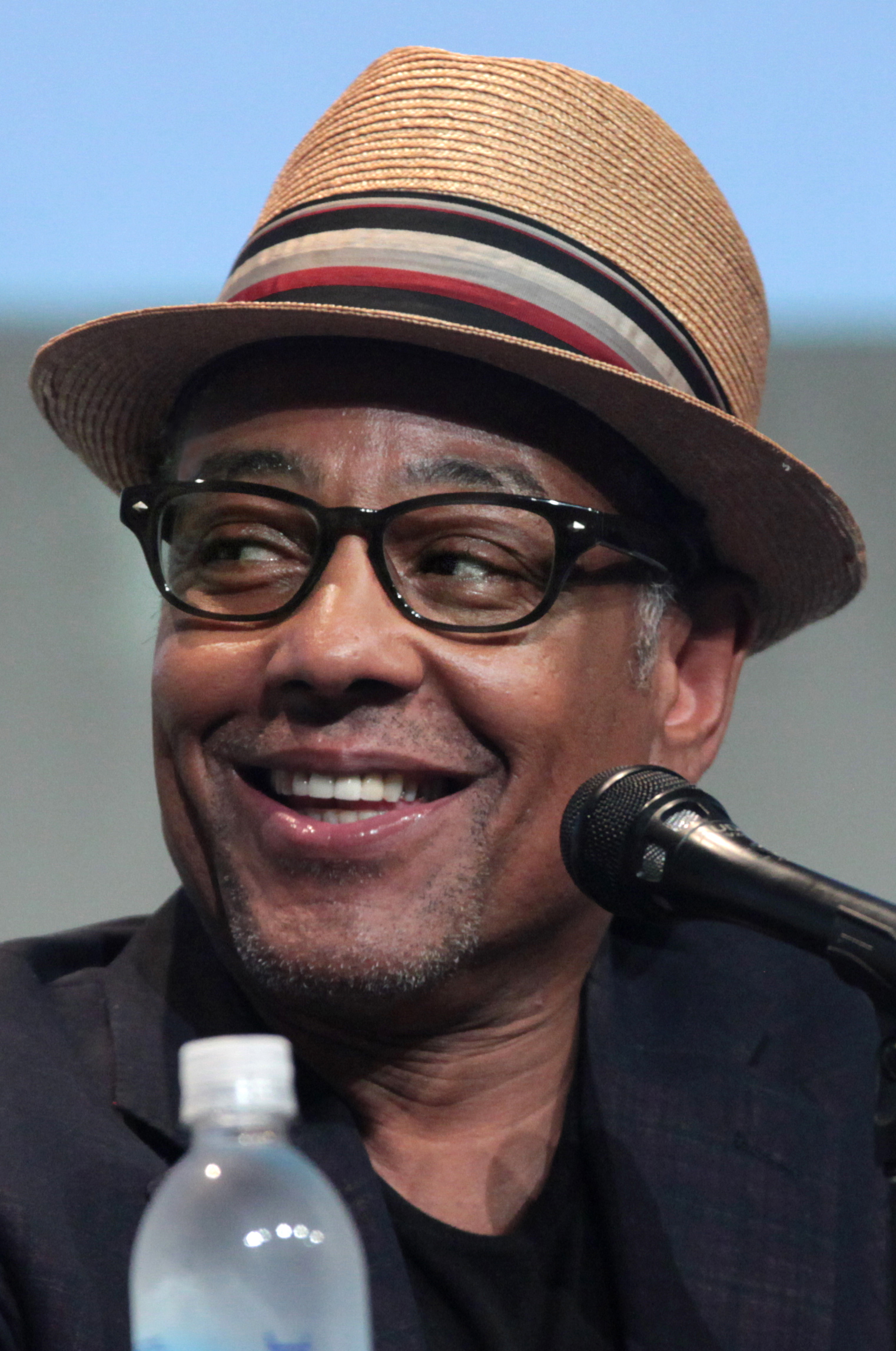
Después de mucha especulación sobre el regreso de su personaje, Giancarlo Esposito retomó su papel de Gus Fring.

El episodio fue dirigido por el cocreador de la serie Vince Gilligan y fue escrito por el productor ejecutivo Thomas Schnauz, quien previamente escribió el episodio de la temporada 2 «Fifi».
Este episodio presenta el regreso de tres miembros del elenco de Breaking Bad: Giancarlo Esposito (Gus Fring), Tina Parker (la secretaria de Saul, Francesca Liddy) y Jeremiah Bitsui (el secuaz de Gus, Víctor). En una sesión de preguntas y respuestas con AMC, Esposito expresó su entusiasmo por su regreso al mundo de Breaking Bad diciendo: «Estoy extremadamente emocionado. Estoy en la luna. Amo mucho a esta familia de cineastas. Sé que Better Call Saul es un programa un poco diferente de lo que fue Breaking Bad y me encanta el éxito que ha tenido. Hay un talento tan maravilloso en el programa. Bob Odenkirk es simplemente estelar. Obviamente, la oportunidad de contar algo de la historia de fondo de Gus y cómo llegó a ser y al poder es siempre algo que he querido explorar de una manera muy sutil en el lugar adecuado». También distinguió la versión del programa de Gus de la del programa original que describe a su personaje como «un poco más fresco, un poco menos cansado. Solo el período de tiempo nos lleva a un momento en el que su apariencia puede ser un poco diferente. Quería que fuera un poco más esperanzado, un poco más enérgico, tal vez no tan definitivo en algunas de sus acciones porque es un Gus que nunca antes habíamos conocido».

## Recepción

### Audiencias
Al emitirse, el episodio recibió 1,46 millones de espectadores en Estados Unidos, y una audiencia de 0,5 millones entre adultos de 18 a 49 años.

### Recepción crítica
El episodio recibió aclamación crítica y algunos elogiaron el regreso de Gus Fring, el antagonista de Breaking Bad. En Rotten Tomatoes, el episodio tiene una calificación de aprobación del 100% con un puntaje promedio de 9,09/10, basado en 13 reseñas. El consenso del sitio dice: «El episodio marca la llegada tan esperada de un personaje favorito de los fanáticos, y termina con una nota explosiva que deja a los espectadores clamando por más».
El episodio recibió cuatro nominaciones a los Premios Primetime Emmy, entre las que se incluyen Mejor dirección en una serie dramática para Gilligan, Mejor actor de reparto en una serie dramática para Jonathan Banks, Mejor mezcla de sonido en una serie de drama o comedia de una hora y Mejor montaje en una serie dramática monocámara.